# Carrickabraghy Castle
Carrickabraghy Castle (irisch: Caisleán Charraig Bhrachaí) liegt als Ruine auf einem Felsen am äußersten nordwestlichen Ende der Halbinsel Isle of Doagh auf der Halbinsel Inishowen im irischen County Donegal. Es ist Teil der Gemeinde Clonmany.

## Name
Es herrscht Einigkeit darüber, dass das irische Wort „Carraig“ im Deutschen Felsen bedeutet, aber man streitet sich darüber, was „Brachaí“ bedeutet: Man denkt, dass dies ein Eigenname ist, wie es in der vornormannischen Genealogie der Cineal Fhearghasa erwähnt ist; es könnte sich um einen Vorfahren des Familienzweiges der McFall gehandelt haben. Mactochair schreibt in seinem Buch Inishowen, Its History, Traditions and Antiquities, dass Carraig Bhrachaí die Bedeutung von „Felsen der (christlichen) Brüder“ (eigtl. bráithre) habe.

## Geschichte
Vom 9. bis zum 13. Jahrhundert war Inishowen politisch in drei Thuatha (Distrikte) aufgeteilt. Dies waren Aileach im Süden, Bredach im Osten und Carraig Bhrachaí im Westen. Die Herren von Carraig Bhrachaí waren der Familienzweig der Ó Maolfabhail oder auf Englisch die McFalls, die von den Cineal Fhearghasa, einem Zweig der Cineál Eoghain, abstammen. Sie übten ihre Macht in dem Townland von Carrickabraghy aus, dem Gebiet, auf dem heute die Burg steht. Sie waren eine der wichtigsten Familien in Inishowen.
Die erste urkundliche Erwähnung von Carrickabraghy ist in The Annals of the Four Masters:
834 Der Monarch Niall Caille führte eine Armee nach Leinster; einer seiner Offiziere, Fearghas, Sohn von Badhbhchadh, Herr von Carraig Bhrachaí, wurde von Männern aus Munster umgebracht.
857 Sechonnan, Sohn von Conaing, König von Carraig Bhrachaí, starb.
878 Maolfabhail, Sohn von Loingseach, Herr von Carraig Bhrachaí, starb.
907 Ruarc, Sohn von Maolfabhail, Herr von Carraig Bhrachaí, starb.
915 In einer Schlacht zwischen Iren und Fremden (Dänen oder Norweger) fiel der Clanchef von Carraig Bhrachaí.
965 Tiarnach, Sohn von Ruarc, Herr von Carraig Bhrachaí, starb.
1014 Cú Dubh, Sohn von Maolfabhail, Clanchef von Carraig Bhrachaí, wurde von den Tadhg Breagha ermordet.
1053 Flaitheartach Ó Maolfabhail, Herr von Carraig Bhrachaí, starb.
1065 Muireartach Ó Maolfabhail, König von Carraig Bhrachaí, wurde von den Uí Meith von Menna Tire umgebracht.
1082 Giolla Chríost Ó Maolfabhail, König von Carraig Bhrachaí, wurde umgebracht.
1102 Eine Armee wurde von den Cineál Eoghain nach Maigh Cobha geführt. Die Ulidians fielen bei Nacht in ihr unbewachtes Lager ein und brachten eine Reihe von ihnen um, darunter auch den König von Carraig Bhrachaí, Sitric Ó Mailfabhail.
1166 Aodh Ó Maolfabhail, König von Carraig Bhrachaí, wurde von Muireartach, Sohn von Niall MacLochlainn, heimtückisch ermordet.
1199 Cathalan Ó Maolfabhail, König von Carraig Bhrachaí, wurde von O’Dearain umgebracht (keine Details), der wiederum aus Rache von den Anhängern von Cathalan sofort danach ermordet wurde.
1215 Trad Ó Maolfabhail, Clanchef der Cineál Fhearghasa, seine Brüder und eine große Zahl von Leuten wurden in Dumbartonshire in Schottland von Muireadach, dem Chief Steward von Lennox, umgebracht. Die Einzelheiten des Konfliktes sind nicht überliefert.
An dieser Stelle enden alle Nachweise über die Herren von Carraig Bhrachaí.
Es ist auffallend, dass die Herren von Carrickabraghy so wichtig waren, dass sie in diesem Buch der irischen Geschichte über einen so langen Zeitraum erwähnt wurden. Sie waren erheblich in die mittelalterlichen Konflikte verstrickt und galten als wichtige Offiziere in diesen Schlachten, wo sie an der Seite von Königen kämpften und zu Schlachten in Übersee mitgenommen wurden.
Seán Beattie erwähnt in seinem Buch Ancient Monuments of Inishowen eine Geschichte über einen Wikingerüberfall auf Donegal im 10. Jahrhundert. Drei Prinzessinnen wurden bei diesem Überfall als Geiseln genommen. Eine von ihnen entfloh und nahm geraubte Schätze mit. Sie landete in Carrickabraghy und heiratete dort einen örtlichen Clanchef.
In der ganzen Zeit des Wikingereinfalls nach Inishowen waren die McFalls die Herren von Carrickabraghy.
Carraig Bhrachaí wird erst wieder 1600 in den Geschichtsbüchern erwähnt. Die heutigen Überreste der Burg sollen in dieser Zeit erbaut worden sein. Der Ó-Dochartaigh-Clan war in Inishowen an die Macht gekommen und der Clanchef und Herr von Inishowen war Seán Óg Ó Dochartaigh. Die englische Invasion von Irland lief bereits eine ganze Zeit und Sean Oq dachte, der beste Ort, um sein Vieh und seine Vorräte vor englischen Überfallen zu schützen, sei die Isle of Doagh bei seinem Verwandten, dem Herrn von Carraig Bhrachaí, Feilim Brasleach Ó Dochartaigh. Es gab gute Gründe hierfür, da die Isle of Doagh für die Engländer unbekanntes Gebiet war und leicht verteidigt werden konnte, weil sie nur bei Ebbe zugänglich war.
Seán Óg Ó Dochartaigh starb im Jahre 1601 unerwartet und sein Nachfolger als Herr von Inishowen war noch nicht ernannt worden. Die übliche Wahl, sein erstgeborener Sohn Cathaoir Rua, war noch nicht volljährig, und es waren andere Kräfte am Werk, die ihre eigenen Leute installiert sehen wollten. Aodh Rua Ó Donaill, der Herr von Tír Dhonaill, wollte einen erfahrenen und erwachsenen Mann an der Spitze, der ihm gegenüber loyal bleiben würde und die Halbinsel und seine Vorräte effektiv unter seiner Kontrolle halten würde. Dieser Mann war Feilim Óg, Seán Ógs Halbbruder. Der englische Befehlshaber in Derry, Sir Henry Dowcra, war nicht daran interessiert, wer der Nachfolger war, solange er bereit wäre, sich und sein Territorium der Königin von England zu unterwerfen. Aodh Buí Mac Daibheid wollte den jungen Cathaoir als Nachfolger. Aodh Rua Ó Donaill setzte sich durch und Feilim Óg wurde im Februar 1601 in sein Amt eingeführt. Seine Herrschaft sollte allerdings von kurzer Dauer sein. Aodh Buí Mac Daibheid ließ durch kluge Verhandlungen sowohl mit Dowcra als auch mit Ó Donaill im Mai 1601 Cathaoir Rua Ó Dochertaigh als rechtmäßigen Herrn von Inishowen einsetzen. Dieser war erst 14 Jahre alt und sollte der letzte der großen irischen Herren sein.
Irland war zu dieser Zeit in kleinste Territorien aufgeteilt, was zu Fehden und Streitigkeiten zwischen den einzelnen Clans führte. Die Engländer wurden nur als ein weiterer Feind gesehen und die Clanchefs waren nur an der Haltung ihres eigenen Besitzes interessiert.
Aodh Rua Ó Donaill mobilisierte seine Armee im Mai 1601, um Aodh Buí Mac Daibheid, der eine Allianz mit den Engländern eingegangen war, anzugreifen. Seine Gründe hierfür sind nicht bekannt. Vielleicht dachte er, er sei doppelt übervorteilt worden, als er sich mit Cathaoir Rua als Herren von Inishowen einverstanden erklärt hatte. Die Schlacht fand auf der Sandebene von Pollan auf der Isle of Doagh statt, nicht weit von Carrickabraghy Castle entfernt. Aodh Rua Ó Donaill und seine Streitkräfte wurden geschlagen. Matochair schreibt: „Die Schlacht war blutig, die Verluste fürchterlich.“
Auch wenn Cathaoir Rua seit 1601 Herr von Inishowen war, hatte er doch nicht die volle Kontrolle über das Land, bis er im Jahre 1605 18 Jahre alt wurde. Seine Herrschaft war friedlich bis zur Flucht der Grafen 1607. Die Engländer befürchteten, die Earls würden mit neuen Kräften aus Spanien zurückkommen und ihre Ländereien zurückverlangen; sie dachten, Cathaoir Rua solle eine Rolle in diesem Plan spielen. Im Herbst 1607 ging Cathaoir Rua Bauholz in Kilmacrennan schlagen. Englische Spione berichteten stattdessen, dass Cathaoir Rua Streitkräfte für eine Rebellion aushebe. Dieser hörte von dem englischen Verdacht und spürte die Gefahr. Er versteckte sich auf Carrigabraghy Castle. Von dort aus plante er seine berühmte Rebellion, die mit seinem Tod 1608 endete.
Glashedy Island ist eine Felseninsel, etwa 2,0 km vor der „Isle of Doagh“.